# Hemilea melanopteryx
Hemilea melanopteryx är en tvåvingeart som först beskrevs av Erich Martin Hering 1952.  Hemilea melanopteryx ingår i släktet Hemilea och familjen borrflugor. Inga underarter finns listade i Catalogue of Life.